# 温贝托·德·阿连卡尔·卡斯特洛·布兰科
温贝托·德·阿连卡尔·卡斯特洛·布兰科陆军元帅（葡萄牙語：Humberto de Alencar Castelo Branco，葡萄牙語發音：[ũˈbɛʁtu dʒi alẽˈkaʁ kasˈtɛlu ˈbɾɐ̃ku]；1897年9月20日—1967年7月18日），巴西軍事領袖及政治家。曾於1964年至1967年擔任巴西總統。

## 仕途
布兰科出身自巴西東北部塞阿腊一個富裕家庭，其祖先曾是葡萄牙名門（可追溯到葡萄牙首任國王阿方索·恩里克斯）。據法比奧·科夫曼的對布兰科外貌的紀錄，布兰科亦擁有印第安血統。
布兰科於1918年加入巴西陆军，於第二次世界大戰期間擔任巴西远征部队上校，1963年獲總統若昂·古拉特擢升為陆军元帅。1964年3月31日，巴西爆發軍事政變，古拉特政府被推翻，當時布兰科為政變領袖之一。後來他經過國會間接選舉當選成為總統，並於1964年4月15日宣誓就任，直至1967年3月15日。布兰科為第二位以巴西陆军元帅身份，在政變中宣誓就任的總統。前一位是1889年推翻巴西帝制的首任總統德奧多羅·達·豐塞卡。

## 任內
與過去的儒塞利諾·庫比契克政府、雅尼奧·夸德羅斯政府與古拉特政府不同的是，布兰科政府是少數獲得世界銀行、國際貨幣基金組織及一些美國跨國公司財務上資助的政府。他們都希望透過協助這個巴西右翼軍事獨裁政府成為財政穩定的西方同盟，來抗衡冷戰期間拉丁美洲的共产主义力量。
布兰科任內期間，最初計劃於國務就緒之後，將權力歸還給民選政府。但後來他褫奪大部份國會左翼政治領袖的公民權，並取締所有政黨，只承認執政黨國家革新聯盟（ARENA）和在野黨巴西民主運動（MDB，後改組成為巴西民主運動黨）。布兰科當政期間對巴西經濟進行干預，奉行經濟節約政策，並制定嚴厲的國家安全法律，賦予當時的軍人和警察極大權力。他於1967年宣布新憲法，進一步限制國會及法院的權力，以擴大總統權力。
布兰科亦在離任前通過法例以限制出版自由。此法例生效40多年，至2009年才被巴西最高聯邦法院廢止。

## 卸任後
布兰科離任後由阿图尔·达科斯塔·伊·席尔瓦繼任總統。但在四個月後，即1967年7月18日，在塞阿腊州梅塞雅納附近因飞机失事而去世。

## 外部連結
- （中文）. 巴西利亞大學.   [2010-07-28]. （原始内容存档于2011-05-24）.

| 官衔                 | 官衔                    | 官衔                             |
| -------------------- | ----------------------- | -------------------------------- |
| 前任： 拉涅里·馬兹利 | 巴西總統 1964年－1967年 | 繼任： 阿图尔·达科斯塔·伊·席尔瓦 |